# Тетерань (Прахова)
Тетерань, Тетерані (рум. Tătărani) — село у повіті Прахова в Румунії. Входить до складу комуни Беркенешть.
Село розташоване на відстані 51 км на північ від Бухареста, 5 км на південь від Плоєшті, 90 км на південь від Брашова.

## Населення
За даними перепису населення 2002 року у селі проживали 3043 особи. Рідною мовою 3041 особа (99,9%) назвала румунську.
Національний склад населення села:
| Національність | Кількість осіб | Відсоток |
| -------------- | -------------- | -------- |
| румуни         | 3032           | 99,6%    |
| цигани         | 6              | 0,2%     |